# Modelia granosa
Modelia granosa är en snäckart som först beskrevs av Martyn 1784.  Modelia granosa ingår i släktet Modelia och familjen turbinsnäckor. Inga underarter finns listade i Catalogue of Life.